# ヘロデヤ
ヘロデヤ、またはヘロディアス（ギリシア語: Ηρωδιάς, ラテン文字表記：Herodias）は、新約聖書に登場する人物である。ヘロデ・アンティパス（国主ヘロデ）の妻。ヘロデ大王の王子アリストブロスと大王の妹サロメの娘ベロニカの娘で、アグリッパ1世の姉妹である。

## 概要
最初、ヘロデ大王とその3番目の妻・大祭司シモンの娘マリアムネとの間に生まれたヘロデ（福音書ではピリポ）と結婚して、娘サロメを儲けた。しかし、夫の異母兄弟のヘロデ・アンティパスと恋仲になり、ヘロデ（ピリポ）と離婚してヘロデ・アンティパスと結婚した。
バプテスマのヨハネは、この結婚が不当であると非難したために投獄された。ヘロデヤはヨハネを恨んで、夫ヘロデ・アンティパスをそそのかして処刑させた。
また福音書以外の資料では『ユダヤ古代誌』では第18巻5章で、ヘロデ・アンティパスが対立していたナバテアの王アレタスと友好関係を築くために彼の娘を妻にしていたにもかかわらず、ヘロデヤを気に入ってしまったことでアレタスの娘が怒って実家に帰り、これが元でアレタスとヘロデの間に戦が起きてヘロデ側が惨敗し（ローマ帝国の介入で戦火の拡大は抑えられる）、しかも負け始めたところが「洗礼者ヨハネの処刑を行ったところの近くだった」といういわく話が語られている。